# 佐野 (岐阜市)

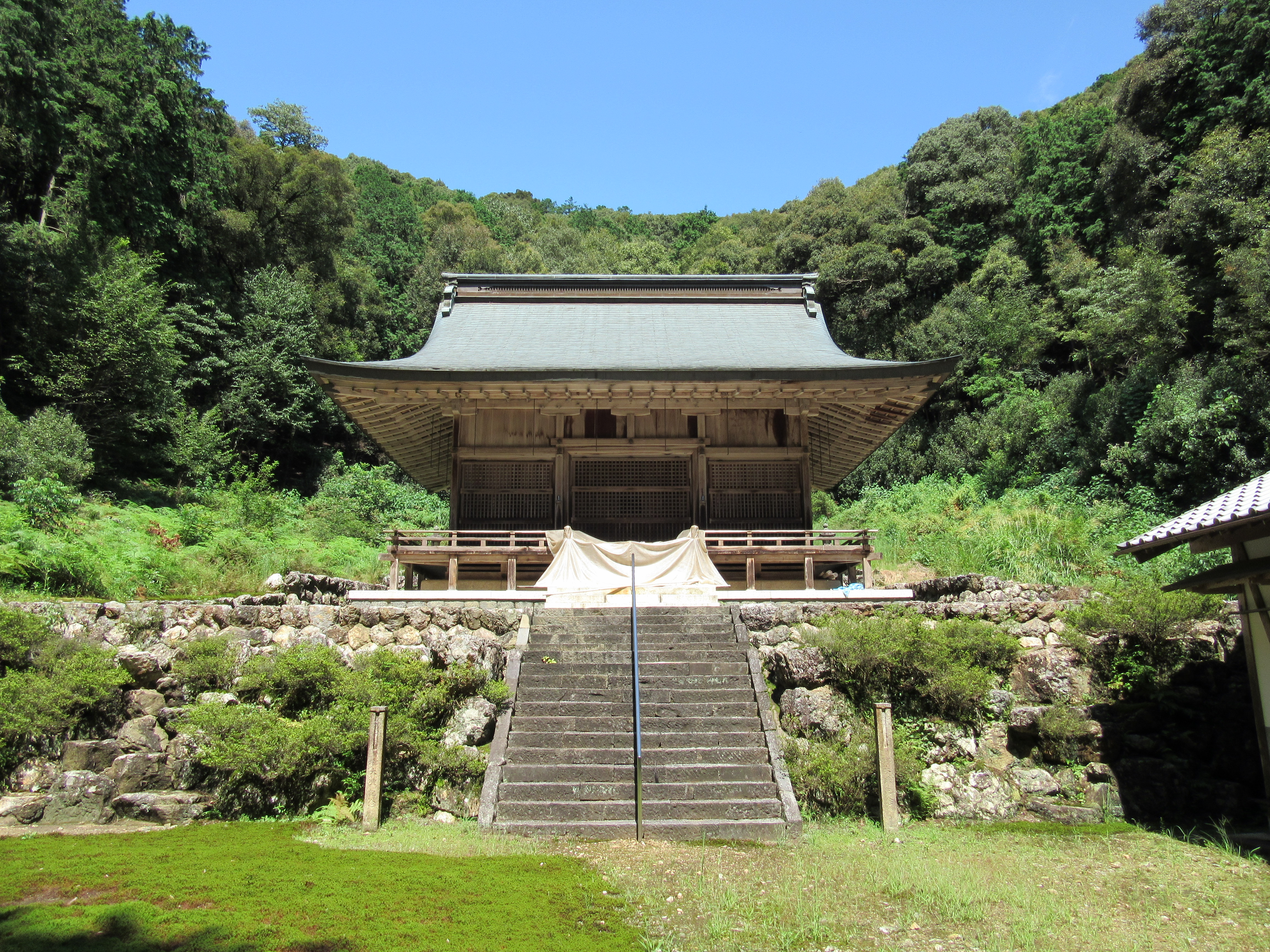
縣神社本殿

佐野（さの）は、岐阜県岐阜市の大字・町丁。町丁は佐野一丁目が置かれている。郵便番号501-1101。

## 地理
岐阜市北端に位置し、北は山県市小倉、東は山県市梅原、南東は岩利、南は則松・安食、南東は秋沢、西は雛倉に隣接している。

## 小字
小字は以下の通り。
- 罰田（ばちだ）
- 出口（でぐち）
- 後田（うしろだ）
- 寺田（てらだ）
- 大平（おおひら）
- 犬野（いぬの）
- 北屋敷（きたやしき）
- 中屋敷（なかやしき）
- 中溝（なかみぞ）
- 野畑（のばた）
- 外野（そとの）
- 石仏（いしぼとけ）
- 北山（きたやま）
- 下り松（さがりまつ）
- 大洞（おおぼら）
- 南山（みなみやま）

## 歴史
江戸期は佐野村であり、美濃国方県郡のうち。はじめ加納藩領、のち幕府領となり、宝永5年からは旗本佐野織田氏領。「慶長郷牒」「元和領知改帳」「正保郷帳」「天保郷帳」「旧高旧領」共に村高420石余。明治元年の村明細帳の戸数42・人口187、鎮守は白山大権現・熊野大権現・県大明神、寺院は養安寺・瑠璃庵。明治4年岐阜県に所属。「町村略誌」の戸数45・人口244。同30年方県村の大字になる。

### 年表
- 1871年（明治4年） - 岐阜県に所属。
- 1889年（明治22年）7月1日 - 町村制施行し、方県郡佐野村が村制を施行[6]。
- 1897年（明治30年）4月1日[7] - 郡の再編により稲葉郡に所属[6]。
- 1897年（明治30年）4月1日 - 安食村、佐野村、岩利村、彦坂村、石谷村が合併し稲葉郡方県村が発足。方県村大字佐野となる。
- 1950年（昭和25年）8月20日 - 市橋村、茜部村、 鶉村、黒野村、方県村が岐阜市に編入。岐阜市佐野となる[8]。

## 小・中学校の学区
市立小・中学校に通う場合、学区は以下の通りとなる。
| 地域   | 小学校             | 中学校             |
| ------ | ------------------ | ------------------ |
| 佐野   | 岐阜市立方県小学校 | 岐阜市立岐北中学校 |
| 一丁目 | 岐阜市立方県小学校 | 岐阜市立岐北中学校 |

## 世帯数と人口
2018年（平成30年）4月1日現在の世帯数と人口は以下の通りである。
| 大字・丁目 | 世帯数 | 人口  |
| ---------- | ------ | ----- |
| 佐野       | 50世帯 | 144人 |

## 施設
- 佐野公民館
- JAぎふ堆肥センター
- 佐野公園
- 縣神社
- 栄昌院
- 養安寺

## 交通

### 道路
- 主要地方道
  - 岐阜県道79号関本巣線

### バス
- 岐阜市コミュニティバス（方県・網代地区コミュニティバス）[10]
  - 方県ルート[11]
    - （折立平野総合病院）  佐野公民館